# Виньковецкий консервный завод
Виньковецкий консервный завод - предприятие пищевой промышленности в посёлке городского типа Виньковцы Виньковецкого района Хмельницкой области Украины.

## История
Плодоовощной завод в Виньковцах был построен в 1929 году в соответствии с первым пятилетним планом развития народного хозяйства СССР, в первые годы его продукцией являлись сухофрукты, сушёные овощи, варенье и повидло.
В ходе боевых действий Великой Отечественной войны и немецкой оккупации (11 июля 1941 - 27 марта 1944 года) предприятие пострадало (при отступлении, немцы вывели из строя завод и электростанцию), но в дальнейшем было восстановлено и уже в конце 1944 года возобновило работу.
В 1967 году завод произвёл продукции на 1,5 млн. рублей, в следующие годы объемы производства были увеличены.
В 1971 году завод производил овощные консервы, томат-пюре, джем, повидло, варенье, компоты и фруктовые соки.
В целом, в советское время завод являлся крупнейшим предприятием райцентра и входил в число ведущих предприятий Виньковецкого района.
После провозглашения независимости Украины завод перешёл в ведение министерства сельского хозяйства и продовольствия Украины.
В мае 1995 года Кабинет министров Украины утвердил решение о приватизации завода. В дальнейшем, государственное предприятие было преобразовано в открытое акционерное общество. В июне 1999 года Кабинет министров Украины передал завод в коммунальную собственность Хмельницкой области.
С 2000 года контрольный пакет в размере 70% акций принадлежал Хмельницкой кондитерской фабрике, а оставшиеся 30% акций - работникам предприятия.
Начавшийся в 2008 году экономический кризис осложнил положение предприятия, гаражи и часть заводской территории были проданы. В феврале 2009 года завод общей площадью 11 тыс. м² с оборудованием и земельным участком площадью 7 гектаров был продан частному лицу за 330 тыс. гривен и прекратил производственную деятельность. В конце 2009 года в связи с неуплатой налогов по иску налоговой службы было возбуждено дело о банкротстве завода. В ходе судебного процесса было установлено, что деньги за покупку завода новые владельцы выплатили, начав распродажу заводского оборудования.
После того, как Высший арбитражный суд признал завод банкротом, в 2015 году началась распродажа имущества предприятия.